# 猫和老鼠四川方言版
《猫和老鼠》四川方言版是中国四川曲艺家李伯清的数名弟子于2003年起对《猫和老鼠》的二次创作，使用包括成都话、中江话、自贡话在内的四川方言对原剧情进行重新配音，展现原片没有的角色独白或对话。原本主角杰瑞被称为“风车车”，汤姆则被称为“假老练”，均为四川方言对人性格的形容词，因此也被称为《风车车和假老练》。
最先创作的1-3集于2003年12月推出后便风靡川渝地区：剧内台词成为日常生活的流行用语，同时引发了中国其他方言、如东北话、陕西话、上海话等的配音版本的二次创作。但由于剧内使用众多粗话俚语，被认为对儿童成长不利，也受到了侵犯原版版权的质疑。

## 角色
| 剧中角色    | 配音演员  | 介紹                                                                                         |
| ----------- | --------- | -------------------------------------------------------------------------------------------- |
| 风车车      | 金莉/桔子 | 原版角色杰瑞，使用成都话                                                                     |
| 假老练      | 万喜      | 原版角色汤姆，使用中江话                                                                     |
| 莽哥/闷墎儿 | 陈利亚    | 原版角色斯派克，使用自贡话                                                                   |
| 车车风      |           | 原版角色泰菲                                                                                 |
| 老板/老板娘 |           | 原版角色为汤姆的主人。包括非裔妇人兩隻鞋太太（使用自贡话）和白人夫妇乔治和琼妮（使用普通话） |

## 影响
中国最早对《猫和老鼠》的二创是云南的《开心蒙太奇》系列；而最早的四川方言二创影视剧是2001年的《简·爱》四川话版，但《猫和老鼠》四川方言版最终流行全国。
《猫和老鼠》四川方言版于2004年推出后取得最大的成功，第一个月的发行量为20万套左右，收入至少是2000万元人民币；随后还在全中国引发了一场以方言改编《猫和老鼠》的热潮，业界称这种现象为“闹猫”：西安光中影视音像部于2004年2月策划买断了《猫和老鼠》各地方言版的版权，并且已经制作了包括普通话、陕西话、河南话、上海话、天津话等在内的5个方言版本。其中普通话版本的销售业绩最差。
李伯清剧团成员之后也对《摩登时代》、《大独裁者》、《城市之光》、《米老鼠和唐老鸭》、《大力水手》等默片进行了四川话配音二创。
2004年10月18日，国家广电总局公布了《广电总局关于加强译制境外广播电视节目播出管理的通知》：由于有违广播电视推广使用普通话的重要任务和使命，要求各级广播电视播出机构一律不得播出用地方方言译制的境外广播电视节目，正在播出的用地方方言译制的境外广播电视节目必须立即停播。